# Contarinia nitrariagemmae
Contarinia nitrariagemmae är en tvåvingeart som beskrevs av Fedotova 1988. Contarinia nitrariagemmae ingår i släktet Contarinia och familjen gallmyggor.
Artens utbredningsområde är Kazakstan. Inga underarter finns listade i Catalogue of Life.